# Acosmeryx shervillii
Acosmeryx shervillii är en fjärilsart som beskrevs av Jean Baptiste Boisduval 1875. Acosmeryx shervillii ingår i släktet Acosmeryx och familjen svärmare. Inga underarter finns listade i Catalogue of Life.

## Beskrivning

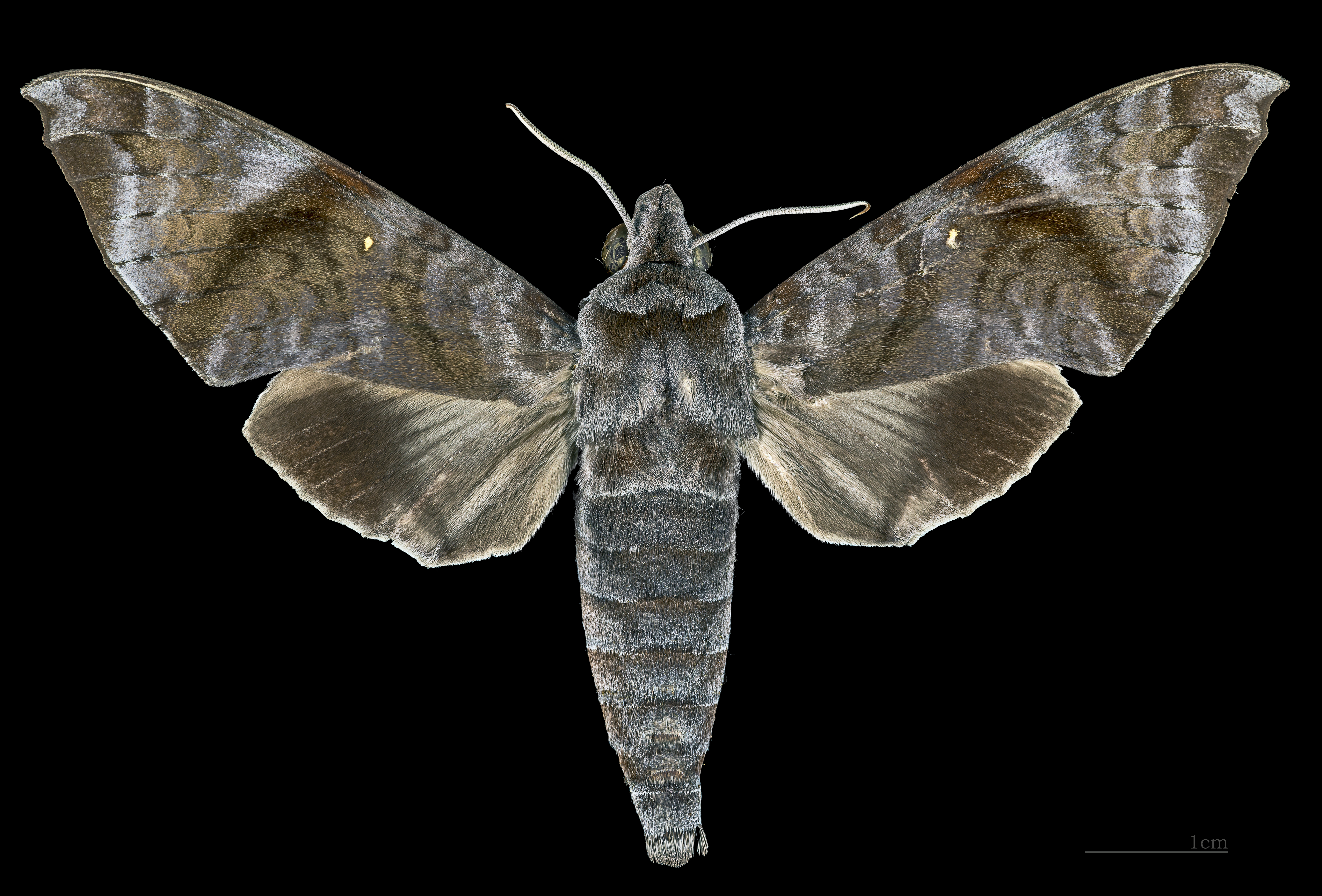
♂
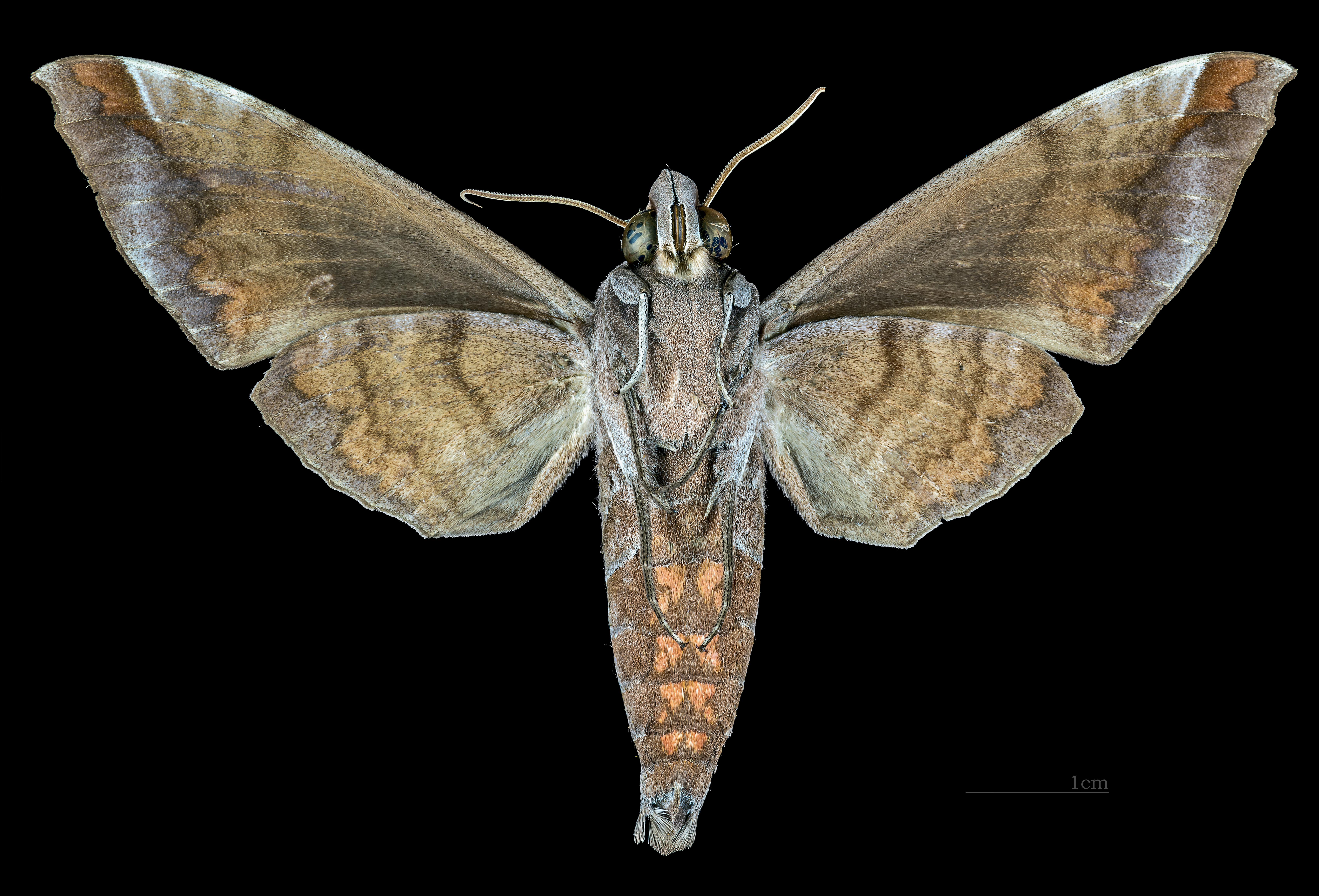
♂ △
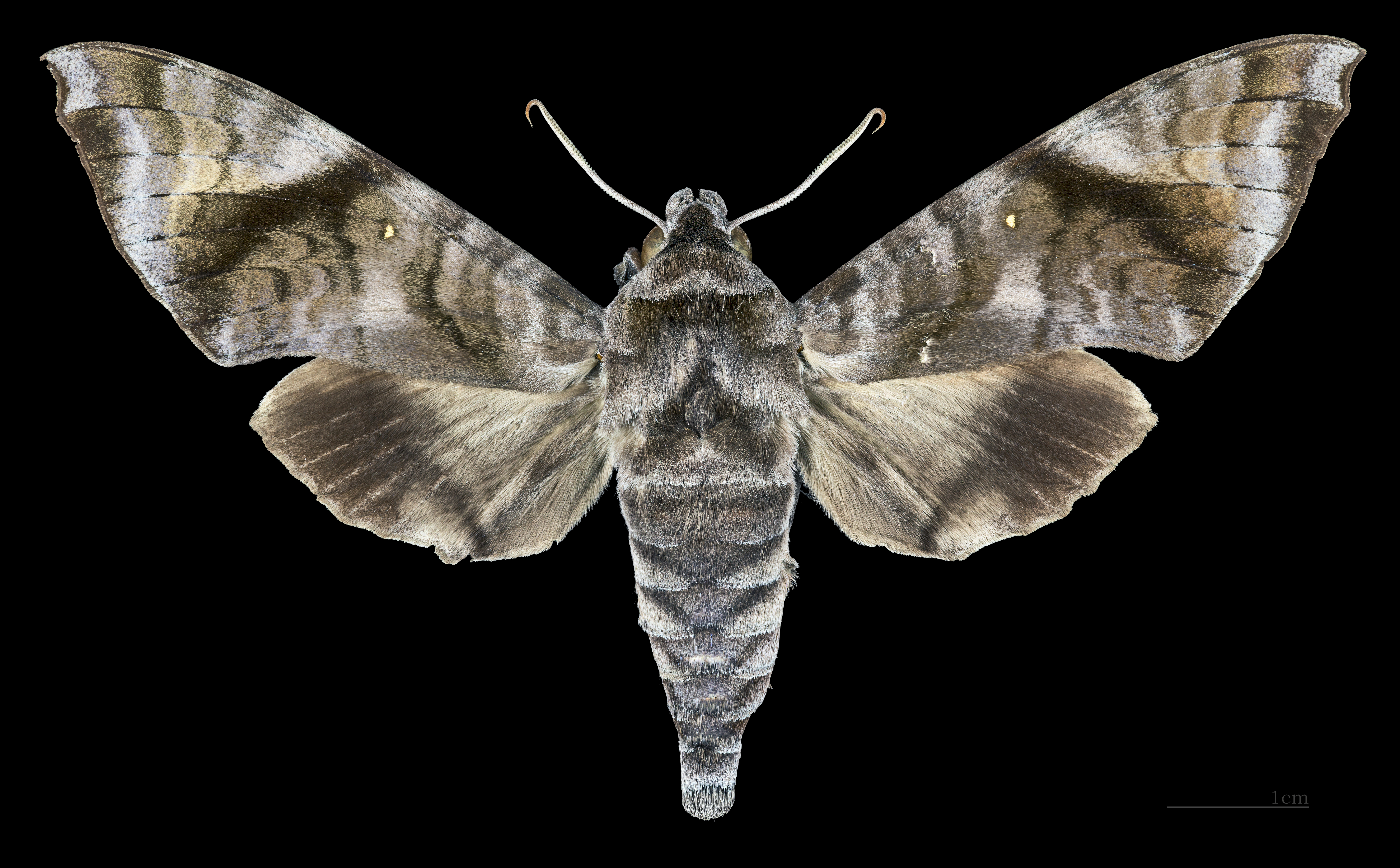
♀
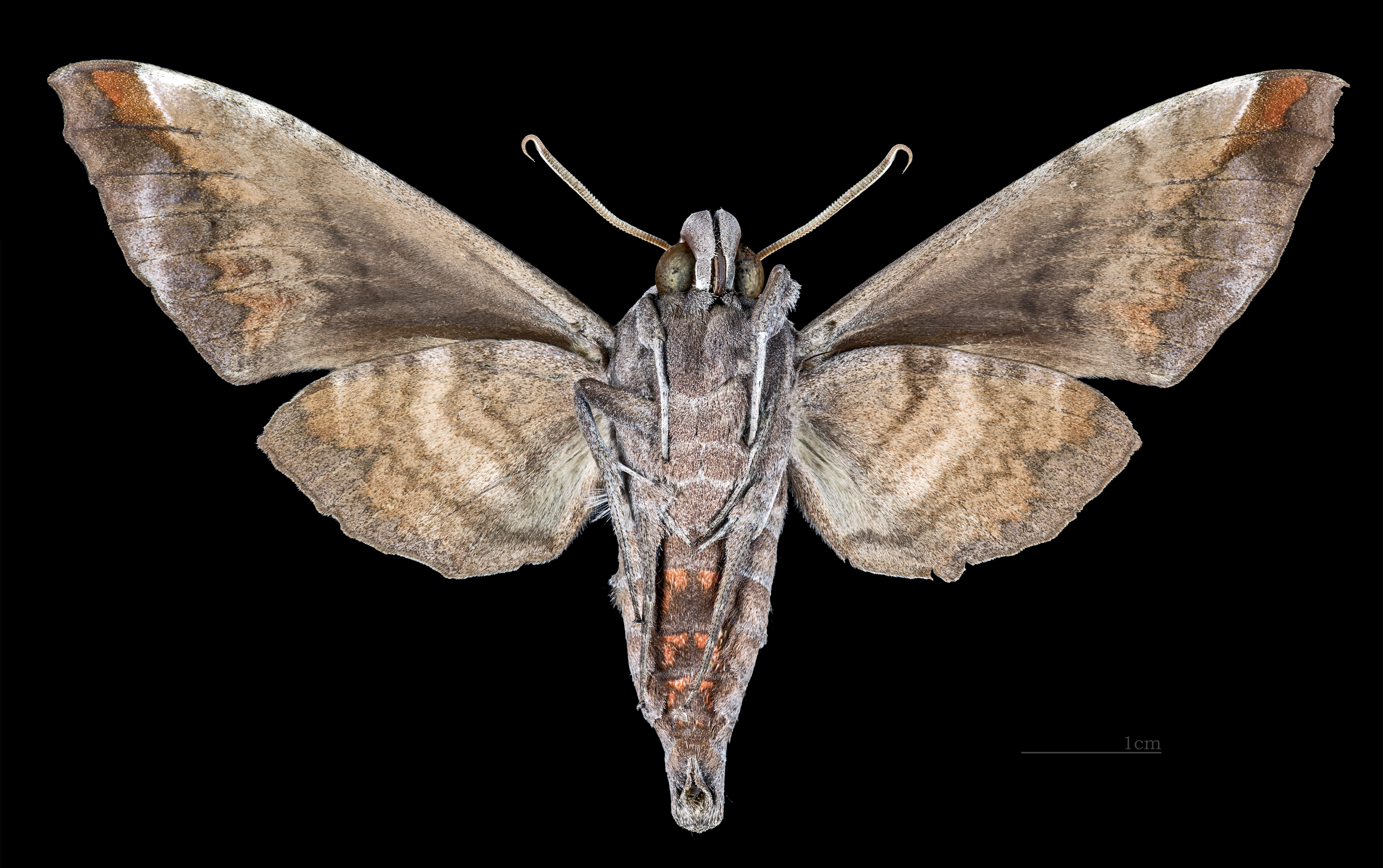
♀ △